# Chocolate kings
Chocolate Kings es el cuarto álbum de estudio de la banda italiana de rock progresivo Premiata Forneria Marconi editado en 1975, este disco tiene la particularidad de haber sido el único disco de la banda cuyas letras fueron compuestas íntegramente en inglés, y no adaptadas de letras preexistentes en italiano.

## Lista de canciones
1. "From Under" (7:25) - (Premoli/Mussida/Pagani/Graziani/Marrow)
2. "Harlequin" (7:40) - (Mussida/Pagani)
3. "Chocolate Kings" (4:45) - (Mussida/Pagani/Marrow)
4. "Out On The Roundabout" (7:53) - (Mussida/Pagani)
5. "Paper Charms" (8:29) - (Mussida/Pagani)

## Músicos
Premiata Forneria Marconi
- Franz Di Cioccio: batería, sintetizador Moog, voces.
- Franco Mussida: Guitarra acústica, guitarra eléctrica, guitarra de doce cuerdas, mandolina, voces.
- Mauro Pagani: flauta, violín, voces.
- Patrick Djivas: Bajo, voces.
- Flavio Premoli: Teclados, Melotrón, clave, piano, sintetizador Moog, voces.
- Bernardo Lanzetti: voz líder.

- Datos: Q1091773

CategoríaÁlbumes de Apple Records